# 사헬란트로푸스
사헬란트로푸스 차덴시스(Sahelanthropus tchadensis)는 멸종된 화석인류로서 대략 7백만년 전에 현존했던 것으로 여겨지고 있다. 중신세에 존재했던 것으로 알려져 있으며 특히 아프리카 유인원과 연관돼 있다.

## 화석
존재하는 화석을 보면 다른 유인원 화석에 비해 상대적으로 두개골이 작으며 턱뼈는 5개 정도다. 치아는 그리 많지 않은 것이 보통이며 뇌의 용량은 현재 인류의 1350cm³의 3분지 1을 조금 넘는 정도에 그친다. 치아와 턱뼈, 얼굴 구조는 호모 사피엔스와는 완전히 다른 구조이다. 화석은 차드에서 발견된 것이 있다.
화석 두개골 TM 266은 투마이(Toumaï)라는 별칭이 있는데 그 뜻은 차드어로 "삶의 희망"이라는 뜻이다.

## 같이 보기
- 투마이
- 드리오 피테쿠스
- 그레코피테쿠스
- 오로린 투게넨시스
- 아르디피테쿠스
- 케냔트로푸스
- 오스트랄로피테쿠스